# トムとジェリー カウボーイ・アップ!
『トムとジェリー カウボーイ・アップ!』（Tom and Jerry: Cowboy Up!）はワーナー・ブラザース・アニメーションによって制作された、トムとジェリーのOVAシリーズ第14作目。
この作品は『トムとジェリー 夢のチョコレート工場』から5年ぶりのOVA作品。
長編作品としては『トムとジェリー』から1年ぶりの作品。
2022年1月25日にアメリカでDVDとデジタル配信が発売され、日本では同年3月18日にDVDとデジタル配信が発売された。
制作は『トムとジェリー ショー』のワーナー・ブラザース・アニメーションが制作している。